# Sněženka podsněžník
Sněženka podsněžník (Galanthus nivalis), občas uváděná také pod názvy sněženka jarní, sněženka předjarní nebo podsněžník bílý, je jarní rostlina z čeledi amarylkovité.

## Popis
Sněženka podsněžník je 15–20 cm vysoká bylina. Podobně jako ostatní druhy sněženek má cibulku, 2–3 jednoduché úzké a přisedlé listy se souběžnou žilnatinou, oboupohlavné květy a pod nimi dva listeny, které jsou zcela srostlé a tvoří toulec.
Štíhlý stvol nese jeden květ na převislé stopce z šesti okvětních lístků ve dvou přeslenech, šesti tyčinkami a jedním pestíkem. Vnitřní okvětní lístky jsou téměř o polovinu kratší než vnější, většinou vykrojené a na koncích světle zelené.
V České republice si můžeme sněženku podsněžník splést pouze s mírně podobnou bledulí jarní (Leucojum vernum).

## Ekologie
Výskyt ve střední Evropě na přirozených stanovištích je již vzácný; většinou se jedná o populace zplanělé. Sněženka se hojněji vyskytuje v jihovýchodní a jižní Evropě a západní Asii. V průběhu staletí však byla zavlečena i do jiných oblastí světa, např. do Severní Ameriky. V mezinárodním Červeném seznamu IUCN má sněženka podsněžník status NT (near threatened, teměř ohrožený druh). Roste zejména v humózní a vlhké půdě pod keři nebo mladými stromky na vlhkých loukách nebo v listnatých lesích, zejména lužních lesích, i ve smíšených lesích. Pěstuje se běžně v zahradách nebo v parcích.
Začíná kvést již na konci února a kvete až do března. Málokdy kvete až do dubna. Pokud se na chvíli oteplí, sbírají včely medonosné uvnitř sněženkových květů nektar a pyl. Jiné druhy hmyzích opylovačů se zpravidla probouzejí ze zimního spánku později.
Množí se cibulkami, které bývají v létě a na podzim několik centimetrů pod zemí, díky čemuž přežívají i teplejší období.

## Jedy
Sněženka podsněžník patří mezi mírně jedovaté rostliny, chrání se tak proti okusu živočichy. Její části, především cibulka, obsahují alkaloidy (zejména lykorin, galanthamin, tazetin), které se u člověka po pozření projevují průjem, zvracením a bolestmi břicha.

## Výskyt v Česku
V minulosti patřila sněženka podsněžník mezi nejrozšířenější jarní rostliny v Česku. V současné době ji řadíme mezi vzácné a částečně chráněné druhy, což je následkem především ztráty přirozeného biotopu, vykopávání zahrádkáři a trhání v době květu. České právní předpisy ji řadí do kategorie „Ohrožené“ (třetí, nejnižší kategorie druhové ochrany). Na většině území se již vyskytuje pouze ostrůvkovitě, poměrně hojně roste např. na Opavsku a Zlínsku. Významnými lokalitami v ČR jsou např. přírodní památka Sněženky ve Vysokém lese či přírodní památka Sedlnické sněženky. Hojný výskyt je i katastru obce Čistá v horní části malebného údolí Jalového potoka.

## Lidové názvy
Lidovými názvy pro sněženku podsněžík jsou: bibolenka, bibonka, bimbonka, binbonka, biserka, koukoříček, koukořička, koukořík, kozí drist, kozí dříst, lesní cibule, lesní cibulka, podsněžník, podsněžník bílý, sněhovka, sněženka jarní, sněženka lesní, sněženka podsněžní, sněženka předjarní a vyskočilka.